# Nederlands Instituut voor Meerpartijendemocratie

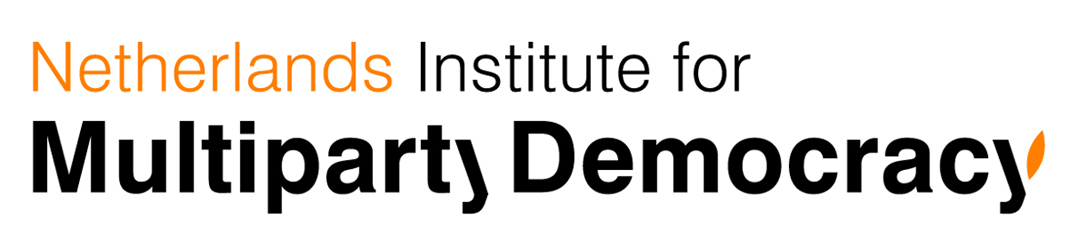
Het logo van het NIMD

Het Nederlands Instituut voor Meerpartijendemocratie (Engels: Netherlands Institute for Multiparty Democracy), afgekort tot NIMD,  is een non-profitorganisatie opgericht door politieke partijen in Nederland ter ondersteuning van politieke partijen in nieuwe en in ontwikkeling zijnde  democratieën.

## Geschiedenis
Het NIMD werd opgericht in 2000 door zeven Nederlandse politieke partijen (CDA, PvdA, VVD, GroenLinks, D66, ChristenUnie en SGP). Het instituut werkt samen met meer dan 150 politieke partijen uit 25 landen in Afrika, Latijns-Amerika, Azië en Oost-Europa. Het NIMD komt voort uit de Stichting het Nieuwe Zuid-Afrika (NZA), een samenwerkingsverband van Nederlandse politieke partijen dat werd opgericht in 1994 om het democratiseringsproces in Zuid-Afrika te ondersteunen, na het einde van de apartheid in 1990. In 2000 besloten zeven partijen om dit werk uit te breiden naar andere landen. 
Inmiddels heeft het NIMD programma's in Afrika (Benin, Burkina Faso, Burundi, Ethiopië, Kenia, Liberia, Mali, Mozambique, Niger, Somalië, Oeganda), Latijns-Amerika (Colombia, El Salvador, Guatemala, Honduras), Azië (Myanmar ),Oost-Europa (Armenië) en de MENA (Middle East and Northern-African) regio (Irak, Jordanië, Tunesië). Ook faciliteert NIMD dialoog tussen politieke actoren op Sint Eustatius.

## Doelstellingen
Het NIMD ondersteunt gezamenlijke initiatieven van politieke partijen om het functioneren van de democratie in hun land te verbeteren. Daarnaast helpt het NIMD politieke partijen afzonderlijk bij o.a. de opbouw van hun organisaties, het trainen van partijkader en de ontwikkeling van partijprogramma’s. Versterking van de relaties tussen politieke partijen, maatschappelijke organisaties en de media, behoort ook tot de doelstellingen van het NIMD.
Het werk van het NIMD is van oudsher gericht op politieke partijen. Daarmee onderscheidt het NIMD zich van andere democratiseringsorganisaties, die zich richten op verkiezingen, parlementaire samenwerking of openbaar bestuur. Het NIMD onderscheidt zich verder door zijn 'meerpartijenpartijenbenadering'. In zijn programma's beoogt het NIMD samen te werken met alle democratische politieke partijen in een land. Sinds 2016 werkt NIMD in verschillende landen ook nadrukkelijk aan het stimuleren van de participatie van jongeren en vrouwen in de politiek.

## Organisatie
Het NIMD bestaat uit een uitvoerende organisatie in Den Haag en zo'n 15 landenkantoren wereldwijd. De onafhankelijke Raad van Toezicht van de stichting NIMD bestaat o.a. uit bestuurders en politici. De Raad van Toezicht bestaat uit:
- Sven Koopmans (voorzitter);
- Lem van Eupen;
- Kathleen Ferrier;
- Ferdi de Lange;
- Marieke Smit;
- Udo Kock.

De Raad van Advies wordt gevormd door vertegenwoordigers van zeven Nederlandse politieke partijen. Het Nederlandse Ministerie van Buitenlandse Zaken is van oudsher de belangrijkste financier van het NIMD. Andere financiers van NIMD-programma's zijn onder meer de Europese Unie, het United Nations Development Programme (UNDP), andere overheden (o.a. Canada, VK, Zweden, Zwitserland) en verschillende vermogensfondsen. In 2023 was de jaaromzet van NIMD ongeveer 16 miljoen euro.